# Eva Kotchever
Eva Kotchever (Eve Adams lub Eve Addams, ur. jako Chawa Złoczower; ur. 15 czerwca 1891 w Mławie, zm. 17 grudnia 1943 w Auschwitz) – polsko-żydowska pisarka emigracyjna i aktywistka anarchistyczna, najbardziej znana z prowadzenia w latach 1925–1926 popularnego, otwarcie lesbijskiego klubu „Eve's Hangout” w Nowym Jorku.

## Życiorys

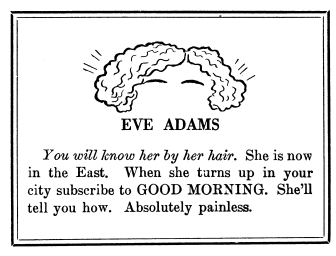
Ogłoszenie Ewy jako dystrybutorki gazet zamieszczone w Good Morning, zawierające rysunek z podpisem „EVE ADAMS / Poznasz ją po jej włosach.”

Chawa Złoczower urodziła się 15 czerwca 1891 w Mławie. Według rodzeństwa była opiekuńczą najstarszą siostrą i prawą ręką matki. Ukończyła szkołę podstawową w Mławie, a następnie szkołę w Płocku.
W 1912 wyemigrowała z Polski do Stanów Zjednoczonych, szukając pracy w Nowym Jorku jako krawcowa. Zaangażowała się w ruch anarchistyczny, zaprzyjaźniając się z działaczami takimi jak Emma Goldman, Alexander Berkman i Ben Reitman. Zaczęła pracę jako dystrybutorka anarchistycznych i socjalistycznych gazet, najpierw w Nowym Jorku, a następnie obwoźnie na terenie całego kraju.
W 1921 przeprowadziła się do Chicago, gdzie dalej sprzedawała lewicowe magazyny i oferowała lekcje rosyjskiego. Wraz ze swoją partnerką, malarką szwedzkiego pochodzenia Ruth Norlander, przez 8 miesięcy prowadziła tam popularną wśród bohemy herbaciarnię Grey Cottage, przy 10 E Chestnut Street. Norlander (z domu Olson, urodzona w 1889) w 1922 wystawiła Akty w „Wystawie bez jury”, które być może przedstawiały Eve (która według swoich listów pozowała partnerce).  
W 1923 Eve porzuciła Norlander, wróciła do Nowego Jorku, i złożyła tam deklarację chęci uzyskania amerykańskiego obywatelstwa. W lutym 1925 Eve wydała 150 kopii „tylko do obiegu prywatnego” swoich opowiadań pod wspólnym tytułem Lesbian Love (pod pseudonimem Evelyn Adams). Opisywały one życie ówczesnych lesbijek i ich społeczności, często oparte na prawdziwych wydarzeniach, Eve i jej znajomych. 
W marcu 1925, w okresie prohibicji i ukrywanych barów z alkoholem, otworzyła „Hangout Eve”, znany również jako „Tearoom Eve Addams” w Greenwich Village. Kojarzony z lokalem słynny znak „Mężczyźni są wpuszczani, ale niemile widziani”, był wspomniany tylko przez artykuł z Variety z 1926, który oskarżał Eve o prowadzenie „kultu bogatych lesbijek” uwodzących dziewczęta. Natura tego tekstu sprawia, że historyk i biograf Eve, Jonathan Ned Katz, twierdzi, że znak prawdopodobnie nigdy nie istniał. W barze spotykały się lesbijki, ale też samotne kobiety heteroseksualne, których w tamtym czasie nie wpuszczano do innych barów bez męskiego towarzystwa. Wśród stałych bywalczyń, a potem przyjaciółek Kotchever z herbaciarni były m.in. Emma Goldman i Margaret Sanger.
Została skazana przez Vice Squad NYC za nieprzyzwoitość z powodu zbioru opowiadań Lesbian Love oraz za nieobyczajne zachowanie po tym, jak w 1926 tajna detektyw policji Margaret Leonard weszła na teren „Hangout Eve” i znalazła książkę. Leonard zeznała, że Kotchever robiła jej jawne seksualne sugestie. Po aresztowaniu wuj Evy oferował 1000 dolarów kaucji za wypuszczenie jej na wolność, ale policja nie zgodziła się na to. Zebrano zamiast tego „dowody” na orientację seksualną Evy, m.in. list od sąsiada, Jaya Fitzpatricka, potwierdzającego częste odwiedziny kobiet w ich domu.
Po roku spędzonym w więzieniu Jefferson Market Prison, gdzie według własnych słów Eve spotkała Mae West, Eva została deportowana do Europy. W swoim przemówieniu przed sądem w 1927, powiedziała m.in., że deportacja będzie oznaczać koniec jej życia oraz że żałuje swojej otwartości na temat własnej orientacji seksualnej, skoro prawda o tym okazała się przestępstwem w kraju, który kocha.
Po deportacji mieszkała najpierw w Warszawie, Gdańsku i Sopocie, gdzie w 1929 ciężkie warunki i antysemickie nastroje przetrwała dzięki nadsyłanemu wsparciu m.in. przez Bena Reitmana – amerykańskiego, anarchistycznego „lekarza ubogich” i kochanka Emmy Goldman. Eva postanowiła przenieść się do Paryża. Sprzedawała tam zakazane w USA książki, poznała też amerykańskich artystów, takich jak Henry Miller, June Miller, Anaïs Nin. Jednocześnie w Ameryce stała się legendarną postacią wśród bohemy, która twierdziła np., że Eve prowadziła kawiarnię i księgarnię Le Boudoir de l'Amour na Montmartre (Brevities, November 16, 1931), oraz że w latach 30. Eva popierała Drugą Republikę Hiszpańską przeciwko generałowi Francisco Franco: miała wyjechać w latach 30. wspierać jego przeciwników w hiszpańskiej wojnie domowej. Prawdą jest jednak, że w Paryżu Eve żyła w biedzie i nie mogła dokonać wszystkich legendarnych osiągnięć.
W 1934 Eve rozpoczęła związek z żydowską piosenkarką z Łodzi, Hellą Olstein (która przeprowadziła się do Francji i występowała tam pod pseudonimem Nora Warren), którą legalnie usynowiła. Obie kobiety chciały wyemigrować do Palestyny, w której mieszkał brat Ewy, ale nie miały pieniędzy na to przedsięwzięcie.
W 1940 usiłowała wyjechać do USA, ale mimo wstawiennictwa m.in. Bena Reitmana, nie udało jej się uzyskać wizy. Obie kobiety mieszkały w Nicei, gdzie miały według rodzinnych legend angażować się w ruch oporu. We wrześniu 1943 Niemcy aresztowali Eve i Hellę Olstein Soldner (nazwisko męża). Obie kobiety zostały uwięzione w obozie internowania Drancy pod Paryżem. 17 grudnia 1943 zostały deportowane Transportem 63 do Auschwitz, gdzie zostały zamordowane.

## Dziedzictwo

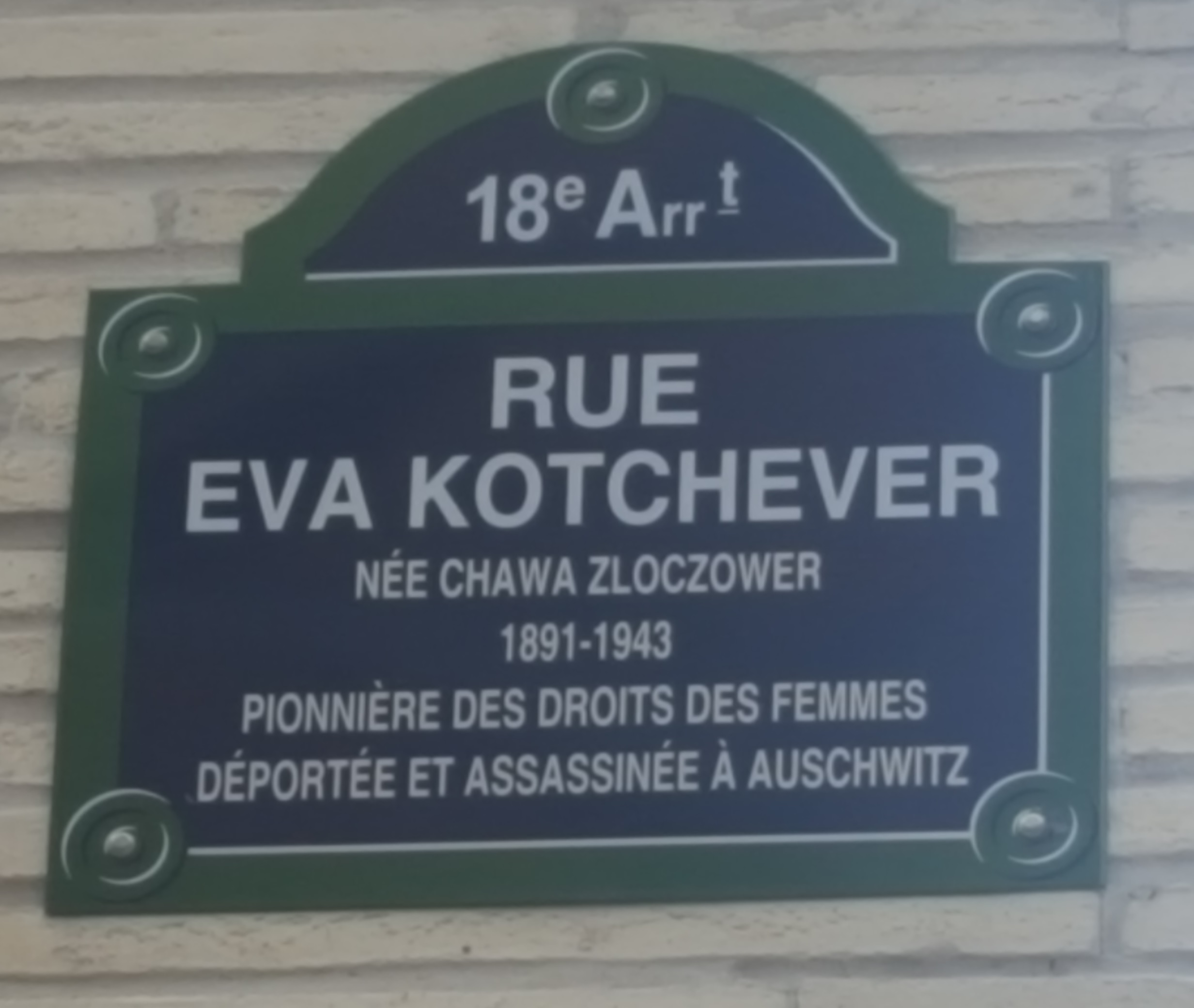
Paryż (Eva Kotchever) Montmartre

Barbara Kahn napisała „Unreachable Eden”, sztukę o Evie Kotchever. Dramat został odczytany w 2014 roku w Theatre for the New City, na 19. dorocznym festiwalu sztuki w Lower East Side. Utwór Kahn spopularyzował życie Eve Addams w Stanach Zjednoczonych.
Jej nazwiskiem opatrzono ulicę Paryża w 18. dzielnicy, a także patronuje szkole publicznej w tym mieście.
Kotchever jest obecnie uważana, szczególnie w Europie, za ikonę LGBT, a miasto Nowy Jork i National Park Service troszczy się o zachowanie pamięci o jej osobie.
W 2021 amerykański historyk Jonathan Ned Katz wydał pierwszą biografię Ewy, The daring life and dangerous times of Eve Adams, zawierającą przedruk odnalezionej antologii Lesbian Love (Odważne życie Eve Adams w niebezpiecznych czasach, przeł. Agnieszka Szling).